# Vingt Ans après
Pour les articles homonymes, voir Vingt ans après (homonymie).
Vingt Ans après est la suite qu'Alexandre Dumas donne à partir de 1845 aux Trois Mousquetaires.
Le caractère des personnages principaux y est beaucoup plus développé que dans le premier livre. De nouveaux personnages font leur apparition, comme Raoul, fils adoptif d’Athos aussi appelé le Vicomte de Bragelonne, ou encore Mordaunt, le fils de Milady de Winter. L'histoire se déroule cette fois durant la Fronde et les intrigues entre puissants se jouent cette fois entre Mazarin, Cromwell et Charles Ier.

## Résumé

### Le Fantôme de Richelieu

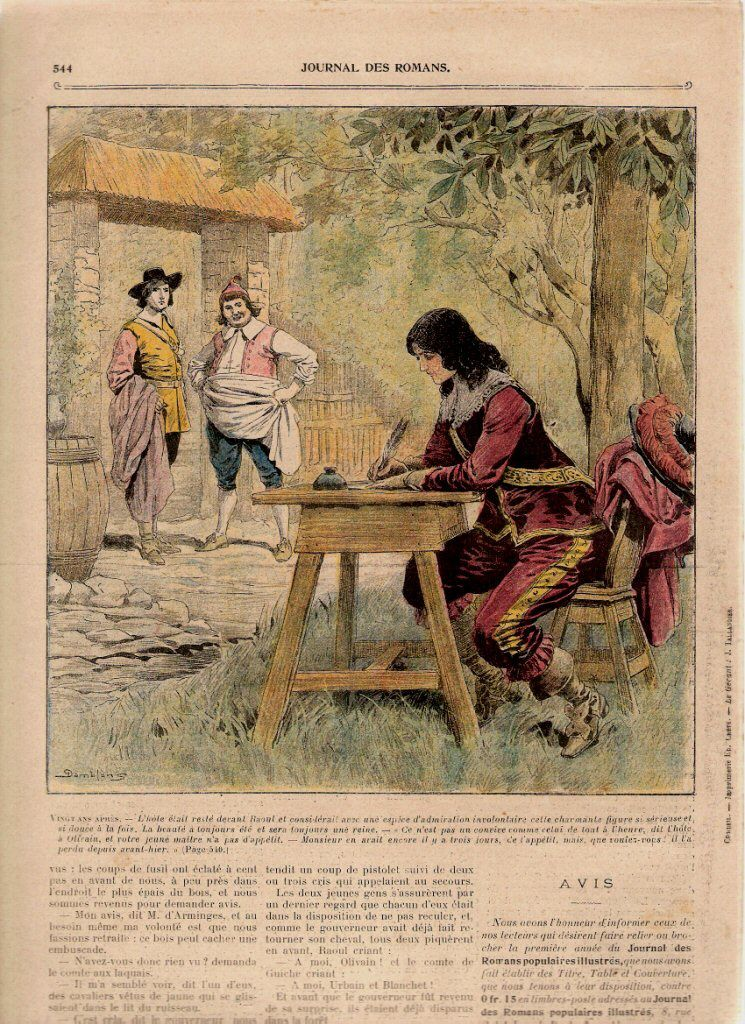
Raoul de Bragelonne.
Illustration d'Eugène Damblans.

D’Artagnan a vu ses amis quitter la compagnie des mousquetaires après la campagne de La Rochelle, et n’est pas monté en grade depuis. Il a vieilli, et est désabusé par sa condition ainsi que par Mazarin qu’il n’apprécie pas. Néanmoins, ce dernier, cherchant des serviteurs puissants dans cette Fronde qui vient de commencer, redécouvre D’Artagnan et ses anciens exploits grâce au Comte de Rochefort (enfermé à la Bastille depuis son complot) ancien ennemi de D'Artagnan devenu son ami à la fin des Trois Mousquetaires, et l’invite à reformer la bande des Quatre Mousquetaires qui avait tant fait sous Richelieu pour qu'elle serve ses intérêts. Le Comte de Rochefort est libéré grâce au bourgeois frondeur Planchet car il appelle à l'aide quand on le ramène à la Bastille. Planchet est alors pourchassé et il se réfugie par hasard chez d'Artagnan qui le cache. Il redevient ainsi le laquais de d'Artagnan le temps de la recherche de ses compagnons.
D'Artagnan rend alors visite à ses quatre amis, il retrouve Aramis à Noisy, devenu l'abbé d'Herblay et plus mousquetaire que jamais. Il fait croire à D'Artagnan, qu'il a compris être du parti de Mazarin, qu'il ne s'intéresse pas à la politique mais D'Artagnan en l'espionnant comprend qu'il est frondeur et amant de la Duchesse de Longueville. Puis D'Artagnan rend visite à Porthos. Celui-ci, devenu veuf, vit comme un grand seigneur sur ses terres avec son ancien laquais devenu intendant, Mousqueton, à présent appelé Mouston. Il semble au comble du bonheur au milieu de toute ses richesses, mais puisqu'il lui manque une baronnie, il rejoint D'Artagnan, au grand désespoir de Mouston pour cela. Enfin, Athos, a, pour donner l'exemple à son fils adoptif Raoul de Bragelonne (le personnage éponyme du dernier cycle des Mousquetaires), arrêté de boire mais il refuse néanmoins de servir Mazarin par principe. D'Artagnan découvre la sensibilité de Raoul de Bragelonne lorsque celui-ci déjà amoureux de Louise de la Vallière lui rend visite après la chute qui la laissera boiteuse.
D'Artagnan rentre à Paris pour répondre à l'appel de Mazarin après avoir essuyé un refus d'Athos. Athos de son côté pour éloigner Raoul de Louise de la Vallière et pour une affaire potentiellement dangereuse, se rend à Paris avec Raoul. Arrivé à Paris, il rend une visite à la Duchesse de Chevreuse avec Raoul mais a d'abord une discussion en privé avec la duchesse.

Il apprend alors à la duchesse que lorsque celle-ci avait fui vers l'Espagne déguisée en homme avec sa suivante Ketty déguisée en laquais (l'ancienne suivante de Milady dans les trois mousquetaires), elle avait demandé l'hospitalité à un prêtre qui lui avait accordé et la duchesse avait partagé le lit du prêtre. Une fois dans son lit, la Duchesse se fait alors la réflexion que : 
Or, en pensant que son hôte était prêtre, il vint à l’esprit de la coquette que ce serait un joyeux souvenir pour sa vieillesse, au milieu de tant de souvenirs joyeux qu’elle avait déjà, que celui d’avoir damné un abbé.
Ce qu'Athos lui apprend c'est que celui qu'elle pensait être prêtre était en réalité lui-même et que le prêtre lui avait laissé son presbytère pour assister à un enterrement. Un an après, le prêtre recevait un enfant et une bourse d'or et quand la duchesse chercha à retrouver son fils, il avait déjà été réclamé par un seigneur qui avait accepté de s'en charger. Ce seigneur était donc Athos et cet enfant Raoul. La Duchesse rencontre alors son fils sans lui dire qu'elle est sa mère et lui obtient une lettre de recommandation pour le Prince.

### L’évasion du Duc de Beaufort
Lorsque d’Artagnan rend visite à Athos, il s’aperçoit que Grimaud n’est pas là — ce dernier a en effet intégré la prison du donjon de Vincennes où est enfermé le duc de Beaufort. Il y est devenu adjoint de la Ramée, lui-même adjoint de Chavigny, le directeur de la prison. Grimaud, par son silence et sa sévérité feinte envers le duc, gagne la confiance de la Ramée et fait partie du plan de libération du Duc. En effet, Grimaud demande au Duc de perdre des balles de jeu de paume par dessus le mur d'enceinte ainsi quand le faux jardinier (le Comte de Rochefort) à l'extérieur de la prison les renvoie un message est envoyé au Duc caché dans une balle. Puis, la Ramée l'adjoint de la prison organise un repas avec le prisonnier et avec Grimaud comme garde supplémentaire qui servira le diner. Ce repas sert à l'évasion puisque le pâté contient : « deux poignards, une corde à noeud et une poire d'angoisse. ». 
Néanmoins, Mazarin, informé à temps de l’évasion, envoie d’Artagnan et Porthos à ses trousses. Après une première escarmouche réussie, les deux compagnons rencontrent deux adversaires ; mais rapidement les armes tombent de leurs mains, car il s’agit d’Aramis et d’Athos. D’Artagnan et Porthos se rendent donc et rentrent à Paris pour annoncer la fuite du duc de Beaufort à Mazarin mais avant ils se donnent rendez-vous place royale à 9h du soir. Athos, Porthos, Aramis et d’Artagnan se donnent rendez-vous sur la place Royale ; et, après un duel arrêté par Athos et sa grandeur, les quatre amis se réconcilient à l’auberge L’Ermitage.
La Fronde ne cesse pas pour autant, et ses chefs (Beaufort, Longueville, le coadjuteur de Retz, les parlementaires de Paris) se rassemblent. L'arrestation du parlementaire Broussel met le feu aux poudres ; les frondeurs organisent des barricades pour empêcher la libre circulation de la famille royale et demander le départ de Mazarin. Planchet, Rochefort et un mendiant nommé Maillard sont les principaux chefs des émeutiers.

### Le fils de Milady et la fuite du roi à Saint-Germain

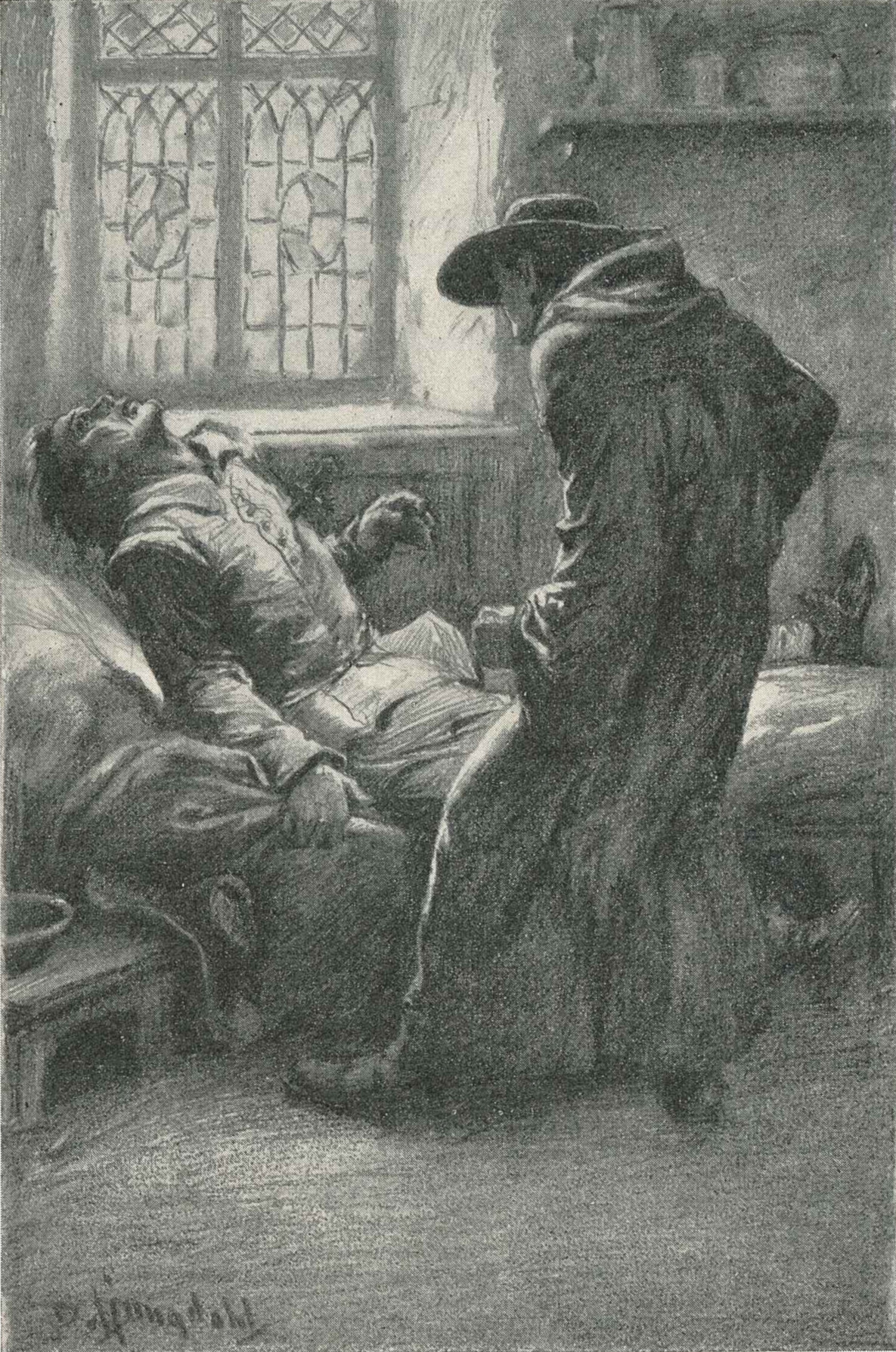

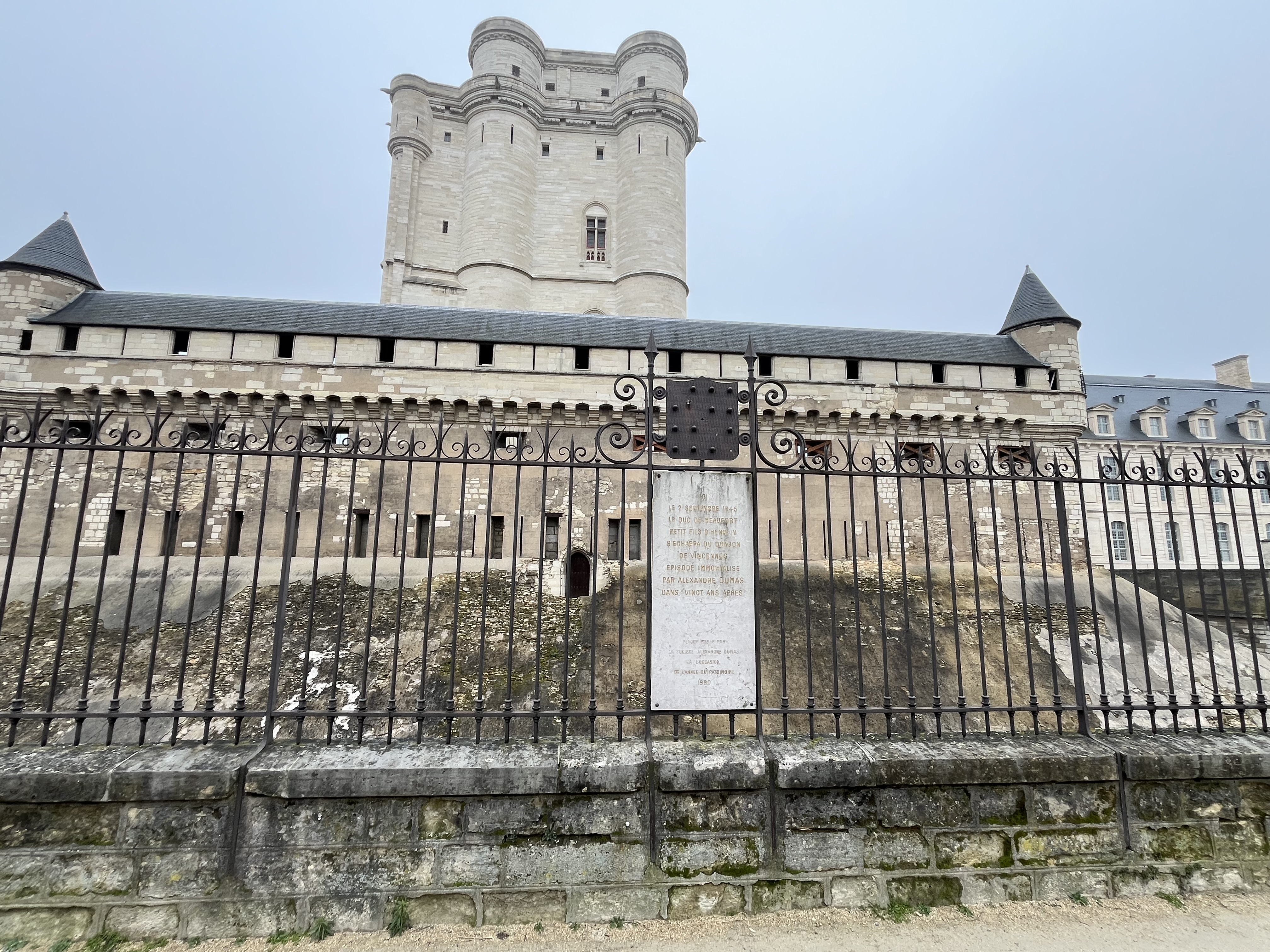
Plaque commémorant l'évasion narrée dans "Vingt ans après" par Dumas

Avant d'aider à l'évasion du Duc de Beaufort, Athos envoie Raoul à la guerre en tant que soldat du Prince de condé. Sur sa route, Raoul sauve la vie du Comte de Guiche en le sauvant de la noyade, et à la vie sauvée à son tour par le Comte lors d'une escarmouche avec une escouade d'espagnols dont ils font un prisonnier. En outre, ils rencontrent sur leur route l'ancien bourreau de Bethune blessé à mort par les espagnols qui demandent un confesseur et hanté par le souvenir de la mise à mort expéditive de Milady non précédée d'un procès : soit l'assassinat d'une femme. Ils amènent alors au bourreau un confesseur qui est en réalité un gentilhomme déguisé en prêtre et le fils de Milady. Ce dernier lorsque le bourreau lui raconte sous la confession la mort de Milady comprend tout, découvre que son oncle est aussi l'assassin de sa mère et assassine le bourreau d'un coup de poignard. 
Grimaud parti rejoindre Raoul à la guerre afin de l’assister comme il assistait Athos autrefois assiste aux derniers instants du bourreau rattrape Raoul mais retourne auprès de son maître pour lui annoncer la mort du bourreau et l'existence du fils de Milady. 
Grimaud l’annonce alors aux quatre amis pendant leur réunion à L’Ermitage. Athos et Aramis sont ensuite sollicités auprès de la reine d’Angleterre, par l’entremise de Lord de Winter, pour secourir le roi Charles menacé par Cromwell. En route vers l’Angleterre, ils rencontrent à Boulogne le fils de Milady, qui découvre en eux les meurtriers de sa mère, et envoient une recommandation à d’Artagnan et Porthos de s'en méfier (voire de le tuer), leur donnant son pseudonyme : Mordaunt. 
D’Artagnan et Porthos reçoivent cette lettre à Saint-Germain, où le roi, Mazarin et la reine ont fui — le tout grâce à d’Artagnan et Porthos, qui ont permis à Mazarin de s’enfuir le premier dans une voiture sans arme, ainsi qu’à l’aide involontaire de Planchet, l’ancien valet de d’Artagnan devenu un personnage important de la Fronde, qui laisse passer le carrosse de Mazarin, croyant Porthos blessé à l’intérieur. Puis, il organise la fuite de la reine en volant le carrosse du coadjuteur, et en convainquant la reine de laisser le peuple voir le roi dormir.
Néanmoins, aussitôt arrivés, ils sont envoyés à Londres par Mazarin avec l’émissaire de Cromwell, un certain M. Mordaunt, qui les attend à Boulogne. Incapable de pouvoir rejoindre leurs amis faute de connaître leur destination, d’Artagnan convainc Porthos de ne pas supprimer l'émissaire, et ils continuent leur route avec lui.

### La mort deCharlesIer
Ensuite, on retrouve Athos et Aramis dans la tente du roi Charles Ier avec Lord de Winter, le beau-frère de Milady, à côté de Newcastle, où le roi accompagné des Écossais s’apprête à affronter l’armée de Cromwell. Mais ces Écossais, dirigés par le Comte de Loewen, et à qui le roi doit 400 000 écus de solde, livrent le roi à Cromwell : « L’Écossais, parjure à sa foi, pour un denier vendit son roi ». La majeure partie de l'armée royale fait donc défection, laissant le combat s'engager avec l'armée parlementaire.
Lord de Winter décide alors de prendre la place du roi dans la bataille pour que ce dernier puisse fuir, mais il est tué par Mordaunt. Aramis et Athos sont arrêtés et capturés par Porthos et D’Artagnan, qui les protègent ainsi ; le roi est également capturé. Les quatre amis reforment donc leur groupe, et font tout leur possible pour libérer le roi, tout d'abord en faussant compagnie à Mordaunt, dévoilant ainsi leur double jeu. Puis ils essayent de libérer Charles en manigançant une partie de carte avec son escorte, mais ils sont surpris au moment fatidique par Mordaunt et le colonel Harrison. En fuite, ils se déguisent en puritains et essayent à Londres de faire évader le roi en dressant l’échafaud avec les barreaux et les pierres de sa prison. Afin de gagner du temps, ils payent le bourreau et l’enferment dans la cave de leur auberge. Pourtant, le jour de l’exécution, un nouveau bourreau se présente et accomplit son funeste travail.
Avant sa mort, Charles Ier révèle à Athos le secret de l’héritage d’un million en or qui lui reste dans les caves du château de Newcastle, qu’Athos devra transmettre à l'héritier du trône, ce qu'il fera dans la première partie du Vicomte de Bragelonne. Il lui adresse cette dernière parole: « Remember » avant le coup de hache (« Souviens-toi »), et le bourreau suppléant fait son devoir.

### La mort de Mordaunt

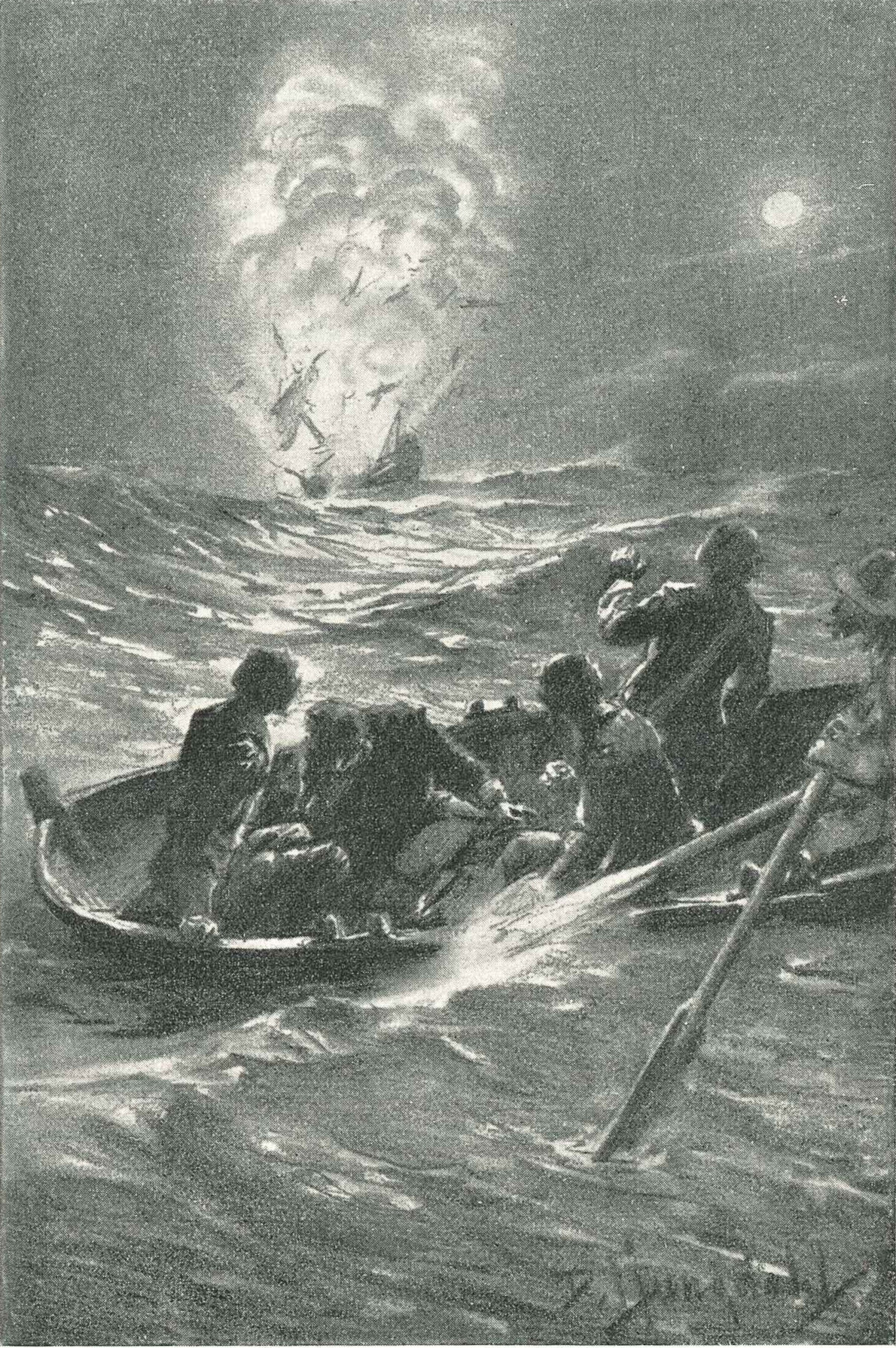
Explosion de la felouque L’Éclair.
Illustration de David Ljungdahl, 1925.

Après la mort du roi, d’Artagnan file le bourreau, en réalité Mordaunt déguisé. Les quatre amis pénètrent sa maison et tirent au sort celui qui affrontera Mordaunt en duel — d’Artagnan obtenant, par tirage au sort, cet honneur en premier. Cependant Athos, hanté comme le bourreau de Béthune par la mise à mort expéditive de Milady et surtout par l'injustice infligée à son beau-fils d'une destitution de ses titres de noblesse pour les crimes de sa mère, se tient à l'écart des combats. Mais pendant le duel, Mordaunt s’enfuit par une porte dérobée. Les quatre amis décident donc de quitter l’Angleterre et monter sur la felouque L’Éclair, censée transporter du porto.

Lors de ce trajet, les valets assoiffés des mousquetaires s’introduisent dans la cale et ouvrent les tonneaux de porto, qui contiennent en réalité de la poudre. La felouque est dirigée par Groslow, l’officier avec lequel ils avaient joué aux cartes pour libérer le roi et son lieutenant, Mordaunt. Athos, Porthos, Aramis et D’Artagnan s’échappent à temps de la felouque avec les quatre valets. Mordaunt, seul de l'équipage à échapper à l'explosion cherche à rejoindre la chaloupe des mousquetaires. Amadouant Athos encore taraudé par la mort de Milady, pour se rapprocher du canot des fugitifs, il tente de noyer ce dernier en l'entrainant avec lui au fond de l'eau sur ces paroles : 
Ah ! ma mère, s’écria Mordaunt avec un regard flamboyant et avec un accent de haine impossible à décrire, je ne peux t’offrir qu’une victime, mais ce sera du moins celle que tu eusses choisie !
Mais Athos en réchappe en poignardant son agresseur, tuant celui-ci sur le coup.

### L’enlèvement de Mazarin
De retour en France, les quatre amis se séparent, car d’Artagnan et Porthos qui ont trahi Mazarin ne veulent pas compromettre Athos et Aramis. Ces deux derniers rentrent d’abord à Paris pour annoncer la mort du roi d’Angleterre à sa femme Henriette et à ses enfants. Puis, ils retournent sur la route de Paris pour prendre des nouvelles de d’Artagnan et de Porthos. Comprenant que ceux-ci ont été capturés après leur retour, ils reviennent sur Paris où ils retrouvent Raoul (alors à l'armée royale), et où ils participent au combat de Charenton. Durant celui-ci, Aramis tue le chef de l'armée royale, et manque d'être tué par Raoul, qui ne l'avait pas reconnu. Le fils d'Athos prisonnier des frondeurs leur livre un message, montrant que leurs amis ont été capturés et emmenés à Rueil, où se situe la maison de Mazarin.
Athos va courageusement demander auprès de la reine la libération de ses compagnons ; il est à son tour emprisonné dans la prison de Rueil. D’Artagnan et Porthos saisissent alors l’occasion qui leur est présentée, car ils sont trois dans la prison à présent — ainsi, ils parviennent à s’enfuir, avant d’enlever Mazarin grâce aux chevaux qu’Aramis avait préparé pour essayer de les libérer.

### La fin de la Fronde
Athos, Porthos et Aramis se retirent donc avec Mazarin dans le château de Porthos à Pierrefonds, où ils lui font accepter des conditions obtenues par d’Artagnan, sous menace de révéler le secret d’un ressort faisant mouvoir une caisse dans l’orangerie de Rueil, où se trouve un trésor, alors que Mazarin s’apprête à annoncer à la reine l’épuisement des finances. Après s'être assuré que ses compères ne changeront pas d'avis en son absence, d'Artagnan part faire valider ces conditions auprès de la reine. Par conséquent :
- D’Artagnan obtient par ce traité le pardon, son brevet de capitaine et 100 000 livres.
- Aramis obtient que Mme de Longueville se voit donner la Normandie, et que le roi soit le parrain de son fils (qu'elle a avec Aramis, rival de La Rochefoucauld) dont elle vient d’accoucher.
- Porthos obtient sa baronnie, et la croix de chevalier de l'Ordre du Saint-Esprit pour un de ses amis.

En outre, la ratification du traité avec les Parisiens fait aussi partie des conditions de libération de Mazarin. La reine signe ce traité malgré des réticences, finalement vaincues par d’Artagnan. Elle offre également un régiment à Raoul de Bragelonne. La demande de Porthos est aussi acceptée, car elle était destinée à Athos. Athos et Aramis repartent ensuite dans leurs terres.
Enfin, la reine, le roi et Mazarin peuvent rentrer à Paris avec d’Artagnan, à présent nouveau capitaine des mousquetaires, et Porthos, qui veut se faire bien voir de la famille royale. Lors de ce retour, d’Artagnan porte un coup d’épée mortel au comte de Rochefort, qui voulait poursuivre la Fronde avec le coadjuteur, s'étant sentis oubliés tous deux dans les faveurs accordées aux Frondeurs. Rochefort meurt en tant qu’ami de D’Artagnan, et lui pardonne car il l’a frappé sans le reconnaître. De son côté, Porthos tue le chef des mendiants Maillard qui attaquait de son côté ; perplexe devant cette figure qui lui est familière, il finit par reconnaître en lui « cette canaille de Bonacieux » et repart dans sa terre, nouvellement baronnie. On comprend ainsi pourquoi chaque mois, il parlait avec remords de la journée du 28 lors de ses précédentes apparitions. Maillard commémorait ainsi par la négative une journée qui lui rappelait la mort de quelqu'un : l'assassinat le 28 août 1628, de sa femme Constance Bonacieux par Milady de Winter qu'il n'avait pu empêcher.

## Personnages
- Le cardinal Mazarin, qui gouverne la France
- Anne d'Autriche
- Louis XIV, encore enfant
- La Porte, premier valet de chambre de Louis XIV
- Raoul, fils d'Athos
- Comte de Guiche, meilleur ami de Raoul qui lui a sauvé la vie
- Mordaunt, le fils de Milady
- Charles Ier, alors roi d'Angleterre
- Oliver Cromwell, qui prend le pouvoir aux dépens du roi en Angleterre
- Le Coadjuteur Jean-François Paul de Gondi
- Athos, le comte de La Fère
- Porthos, M. du Vallon de Bracieux de Pierrefonds
- Aramis, l'abbé d'Herblay
- D'Artagnan, lieutenant des mousquetaires
- Comte de Rochefort, frondeur
- Planchet, l'ancien valet devenu épicier
- François de Vendôme, Duc de Beaufort, un animateur de la Fronde
- Anne-Geneviève de Bourbon-Condé, duchesse de Longueville
- Pierre Broussel, père du peuple
- Mousqueton, valet de Porthos
- Grimaud, valet d'Athos
- Blaisois, jeune valet d'Athos
- La Ramée, geôlier du duc de Beaufort
- Parry, valet de Charles Ier
- Groslow, officier de Cromwell

## Premières lignes
« Dans une chambre du Palais Cardinal que nous connaissons déjà, près d'une table à coins de vermeil, chargée de papiers et de livres, un homme était assis la tête appuyée dans ses deux mains. Derrière lui était une vaste cheminée, rouge de feu, et dont les tisons enflammés s'écroulaient sur de larges chenets dorés. La lueur de ce foyer éclairait par derrière le vêtement magnifique de ce rêveur que la lumière d'un candélabre chargé de bougies éclairait par devant. À voir cette simarre rouge et ces riches dentelles, à voir ce front pâle et courbé sur la méditation, à voir la solitude de ce cabinet, le silence des antichambres, le pas mesuré des gardes sur le palier, on eût pu croire que l'ombre du cardinal de Richelieu était encore dans sa chambre. Hélas ! c'était bien en effet seulement l'ombre du grand homme. La France affaiblie, l'autorité du roi méconnue, les grands redevenus forts et turbulents, l'ennemi rentré en deçà des frontières, tout témoignant que Richelieu n'était plus là. Mais ce qui montrait encore mieux que tout cela que la simarre rouge n'étaient point celle du vieux cardinal, c'était cet isolement qui semblait, comme nous l'avons dit, plutôt celui d'un fantôme que celui d'un vivant ; c'était ces corridors vides de courtisans, ces cours pleines de gardes ; c'était le sentiment railleur qui montait de la rue et qui pénétrait à travers les vitres de cette chambre ébranlée par le souffle de toute une ville liguée contre le ministre ; c'étaient enfin des bruits lointains. »

## Adaptations

### Cinéma
- Vingt Ans après, film français d'Henri Diamant-Berger, sorti en 1922 ;
- Vingt Ans après (téléfilm, 1971) (ru) dirigé par Iouri A. Sergueïev en 1971
- Le Retour des Mousquetaires, film anglo-franco-espagnol de Richard Lester, librement adapté du roman et sorti en 1989.

### Télévision
- D'Artagnan (mini-série), réalisé par Claude Barma, 3e époque : Le Vengeur

### Bande dessinée
- Vingt Ans après, coll. « Ados », Pearson, Turin, 2000-2001 Adaptation simplifiée destinée aux adolescents et jeunes adultes non francophones, avec CD audio et exercices[2].